# Propulsione nucleare
La propulsione nucleare è un insieme di tecnologie che si avvalgono dell'energia nucleare per porre o mantenere in movimento un corpo qualsiasi (e in particolare un mezzo di trasporto).
Delle diverse tipologie in campo quella attualmente più diffusa sfrutta un reattore a fissione nucleare per produrre l'energia elettrica che serve ad alimentare un apposito motore.
Per via del lunghissimo tempo di operatività e dell'elevatissima densità energetica dei propellenti utilizzati nella propulsione nucleare in relazione a tutti i processi fisici in cui vengono coinvolti (fissione a catena, fusione a catena, decadimento radioattivo), essa risulta non di rado impiegata nell'ambito spaziale mentre il suo uso nel settore navale, complici i maggiori costi iniziali rispetto a quelli delle macchine motrici convenzionali, è a oggi limitato alle portaerei, agli incrociatori e ai sottomarini (e a un'unità di comando) militari nonché ai rompighiaccio, a un cargo e a un battello per ricerche.

## Veicoli a propulsione nucleare

### Navali
Le navi alimentate con l'energia nucleare hanno il vantaggio di poter operare per lungo tempo prima di fare rifornimento, a differenza di quelle alimentate con petrolio o gas. Inoltre, il carburante è all'interno del reattore, per cui non viene occupato spazio altrimenti dedicato alle provviste o al carico. Tuttavia, per i grandi costi di operazione e di infrastrutture, quasi tutte le imbarcazioni nucleari sono militari. Le imbarcazioni militari alimentate a nucleare sono in larga parte sottomarini e portaerei. Al 2018, gli Stati Uniti possedevano 11 portaerei in attività e tutte sono alimentate da reattori nucleari. Solo la Russia ha imbarcazioni nucleari ad uso civile, perlopiù rompighiaccio.

### Aerospaziali

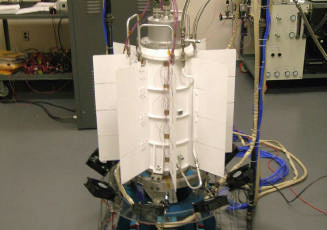
Il Multi-Mission Radioisotope Thermoelectric Generator (MMRTG), usato in numerose missioni spaziali, come quella del rover Curiosity su Marte

Nel contesto spaziale, l'energia nucleare trova il maggior numero di applicazioni nell'utilizzo dei generatori termoelettrici a radioisotopi, che sfruttano il decadimento radioattivo per generare energia. Questi generatori sono di potenza relativamente bassa (nell'ordine dei pochi chilowatt), e sono perlopiù usati per alimentare veicoli o esperimenti spaziali per lunghi periodi, in casi in cui non è disponibile abbastanza energia solare, come nella sonda Voyager 2. Qualche veicolo spaziale è stato lanciato usando reattori nucleari: 34 reattori appartengono alla serie sovietica RORSAT e uno era lo statunitense SNAP-10A.
Lo sviluppo della fissione nucleare e della fusione potrebbe portare a promettenti applicazioni legate alla propulsione spaziale, poiché generano velocità maggiori con minor massa di reazione (la massa che viene espulsa dal veicolo).

### Aerei
Durante la guerra fredda, Stati Uniti e Unione Sovietica iniziarono a fare ricerca per la produzione di aeromobili alimentati a energia nucleare. Tuttavia, nessuna nazione costruì mai velivoli nucleari operativi. Una delle motivazioni principali stava nella difficoltà di schermare adeguatamente l'equipaggio dalle radiazioni. Inoltre, dall'avvento dei missili balistici intercontinentali negli anni '60, il vantaggio strategico di tali velivoli diminuì fortemente e i progetti ad essi relativi furono cancellati.  Analogamente, anche i missili ad alimentazione nucleare furono studiati e scartati nello stesso periodo. Per l'intrinseca pericolosità della tecnologia, non fu mai considerata per usi non militari.

### Terrestri
L'idea di fare automobili alimentati con materiali radioattivi risale almeno all'inizio del XX secolo. Nel 1937 uno studio concluse che per schermare il conducente risulta necessaria una barriera di piombo di 50 tonnellate. Negli anni '40 furono avanzati alcuni progetti ma la schermatura li rendeva impraticabili. Nel dicembre 1945 attrasse interesse la notizia di una presunta vettura alimentata ad energia nucleare, ma si rivelò una truffa.
Nonostante il problema della schermatura, il dibattito continuò negli anni '40 e '50, tenuto in vita dagli sviluppi dell'energia nucleare per la propulsione navale e dagli esperimenti per quella aerea. Fu riportato in alcuni articoli russi lo sviluppo di una vettura nucleare grazie a una presunta nuova lega in grado di schermare le radiazioni, ma di fatto la schermatura non era sufficiente.
Negli anni '50 e '60 furono proposti vari modelli di concept, ma nessuno superò la fase di progettazione iniziale.
In ambito militare, negli anni 1950 Chrysler lavorò sul Chrysler TV-8, un carro armato di media taglia anfibio, che tuttavia non fu mai prodotto in serie.